# Fargesia praecipua
Fargesia praecipua är en gräsart som beskrevs av Tong Pei Yi. Fargesia praecipua ingår i släktet bergbambusläktet, och familjen gräs. Inga underarter finns listade i Catalogue of Life.